# Haliclystus
Genre
Synonymes
- Octomanus Naumov, 1961[1] [2]
- Stenoscyphus Kishinouye, 1902[1]

Haliclystus est un genre de stauroméduses de la famille des Lucernariidae.

## Liste d'espèces
Selon World Register of Marine Species (9 février 2019) :
- Haliclystus antarcticus Pfeffer, 1889
- Haliclystus auricula James-Clark, 1863
- Haliclystus borealis Uchida, 1933
- Haliclystus californiensis Gwilliam, 1956 - nomen dubium
- Haliclystus californiensis Kahn, Matsumoto, Hirano & Collins, 2010
- Haliclystus inabai (Kishinouye, 1893)
- Haliclystus jugatus Gellerman, 1926 - nomen dubium
- Haliclystus kerguelensis Vanhöffen, 1908
- Haliclystus monstrosus (Naumov, 1961)
- Haliclystus octoradiatus James-Clark, 1863
- Haliclystus salpinx James-Clark, 1863
- Haliclystus sanjuanensis Hyman, 1940 - nomen dubium
- Haliclystus sinensis Ling, 1937
- Haliclystus stejnegeri Kishinouye, 1899
- Haliclystus tenuis Kishinouye, 1910